# Daniel Romanovič Haličský
Daniil Romanovič Haličský (ukrajinsky Данило Романович (Галицький), Danylo Romanovyč Halyckyj; 1201, Halyč – 1264, Chełm/Cholm), zvaný též prostě král Daniel (король Данило, korol Danylo), byl haličským, volyňským a dočasně i velikým kyjevským knížetem a roku 1253 byl korunován jako jediný z rurikovských vládců ruským králem (rex Russiae, 1253–1264), což představuje významný fenomén pro současnou ukrajinskou národní identitu. 
V době, kdy zanikl původní ruský stát, v moderní historiografii nazývaný Kyjevská Rus, se projevil jako jeden z nejvýznamnějších rurikovských panovníků.  Od útlého věku musel bojovat o zděděné země, Halič a Volyň, ze kterých se mu nakonec podařilo vytvořit jednotný celek. Později se potýkal s mongolskou invazí, v důsledku spolupráce s papežskou kurií získal královský titul, a po vymření Babenberků po mužské linii roku 1246 se dokonce pokusil prosadit ve spolupráci s uherským králem Bélou IV. ve střední Evropě, což se mu však nepodařilo.
Ve Lvově, za jehož zakladatele je považován,  po něm bylo pojmenováno mezinárodní letiště, byť do Lvova (z Cholmu, jenž Daniil rovněž založil) přenesl sídlo království až Danielův syn a nástupce Lev Daniilovič, po němž byl Lvov také pojmenován.